# Cheval de frise (barrière)
Pour les articles homonymes, voir Cheval, Frise et Cheval de frise.

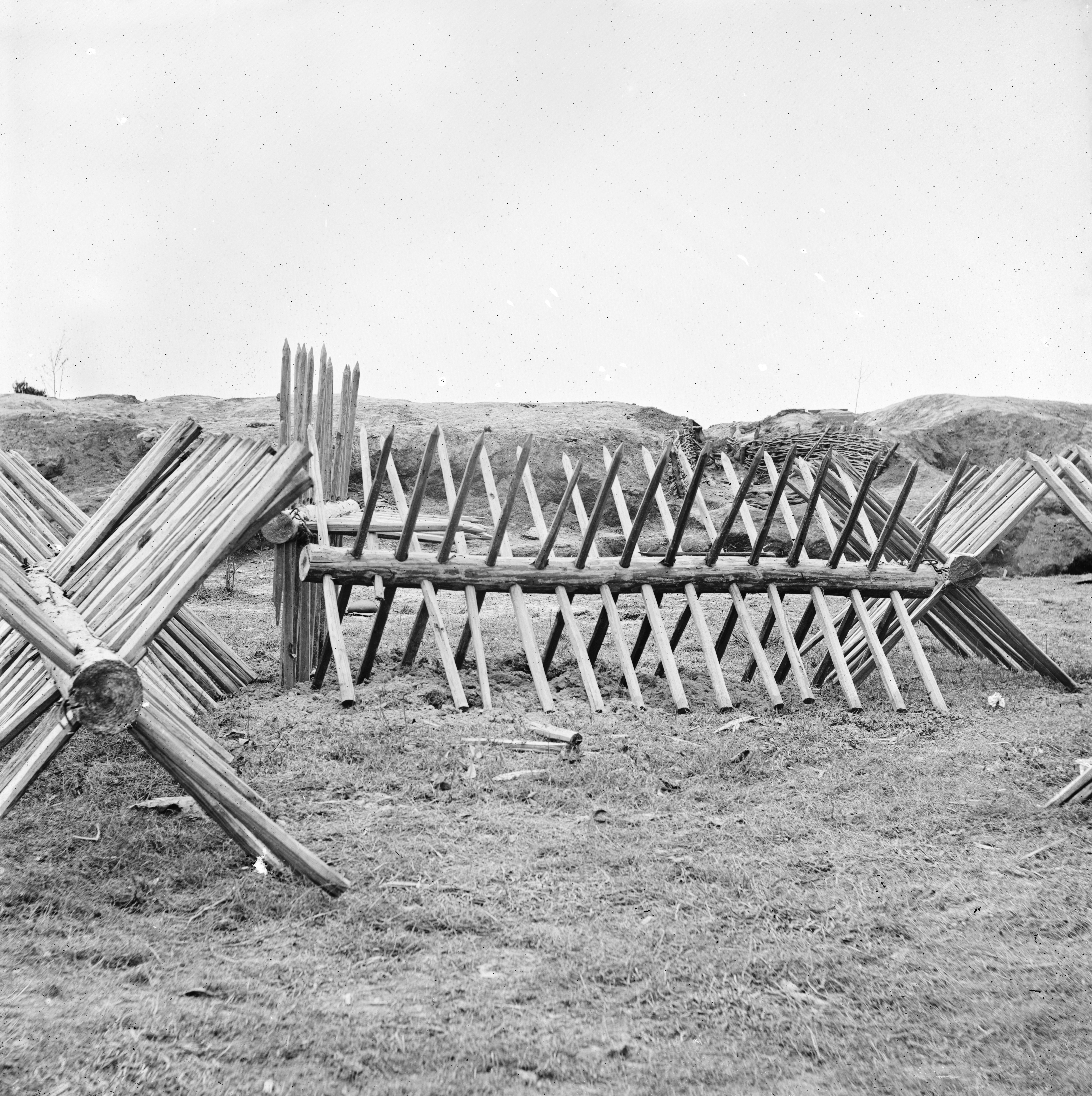
Chevaux de frise en bois utilisés pendant le siège de Petersburg, durant la guerre de Sécession.

Un cheval de frise est un type de barrière de défense utilisée depuis au moins la protohistoire, devant les remparts des oppidums.

## Origine de l'expression
Si l'origine de l'expression demeure incertaine, il semble qu'elle fut attribuée lors de la guerre de Quatre-Vingts Ans. C'est avec des dispositifs de ce type que les assiégés de la ville de Groningue, très proche de la Frise, réussirent à contrer les assauts de la cavalerie espagnole (le nom donné en allemand ou dans les langues scandinaves au cheval de frise se traduit d'ailleurs par « cavalier espagnol »).

## Usage et description
Le cheval de frise fait partie des outils d'attaque et de défense des places fortes utilisés en particulier à l'époque de Vauban.
Les premières utilisations se trouvent dans quelques forts de l'âge du fer ou de l'âge du bronze. Ainsi, Dun Aengus, sur l'une des îles d'Aran, est protégé par un anneau de pierres pointues fichées dans le sol.
À l'origine, le cheval de frise est constitué de croisillons de bois, assemblés entre eux et formant un ensemble portatif et principalement dirigé contre la cavalerie. Des variantes d'acier ou de béton sont par la suite utilisées comme barrières ou herses contre les chars et autres véhicules. Cette version est parfois désignée par l'anglicisme hérisson tchèque. Le cheval de frise est formé de poutres longues d'environ 1,5 mètre, aiguisées, assemblées en croix, et solidarisées par une poutre longitudinale assurant la stabilité de l'ensemble. Des assemblages plus petits et plus légers à base de croisillons d'acier existent comme dispositifs anti-émeutes. 

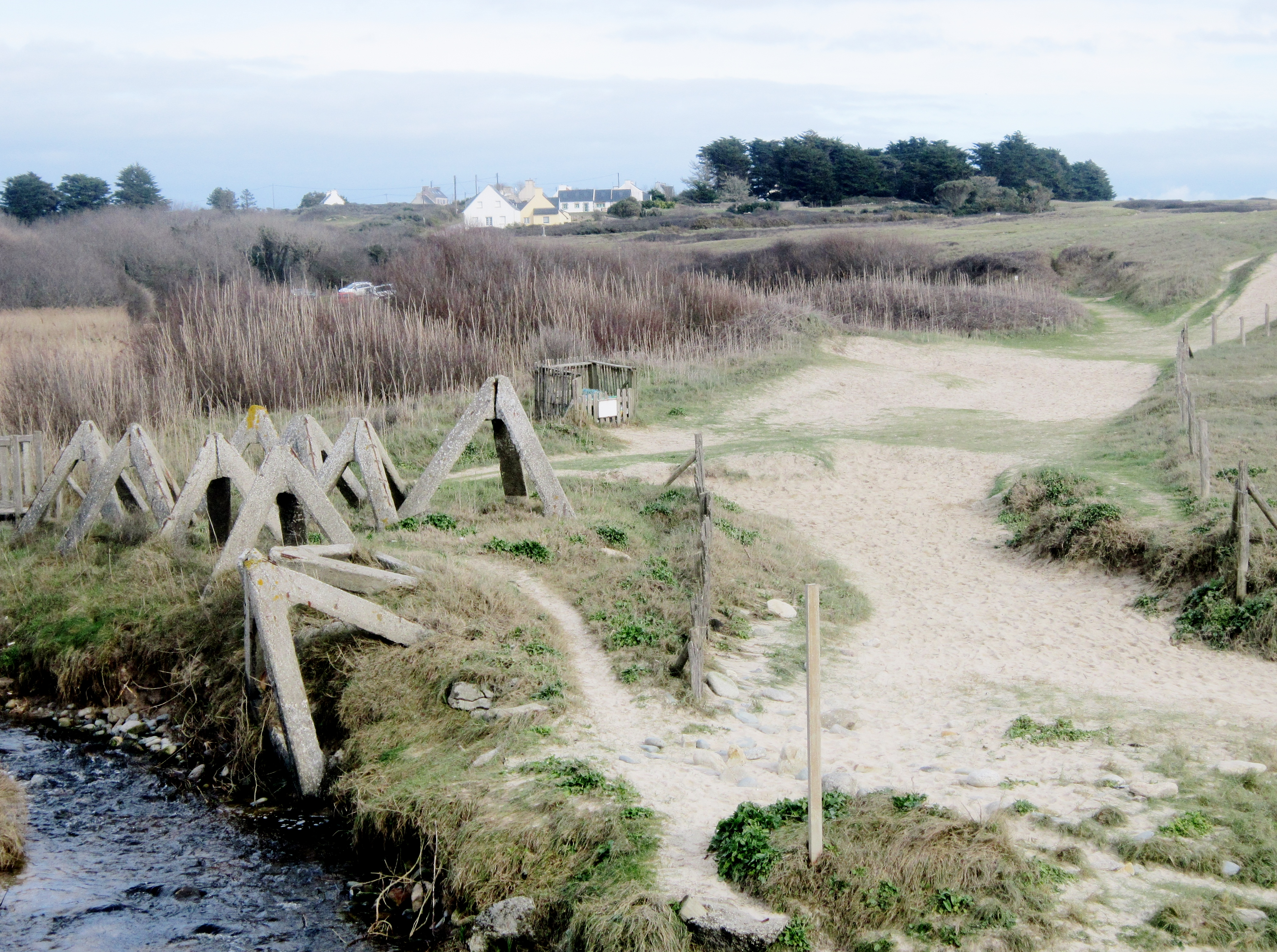
Chevaux de frise datant de la Seconde Guerre mondiale au nord-ouest de la plage de Trez Goarem en Esquibien.

Pendant la Seconde Guerre mondiale, les Allemands placent des chevaux de frise sur de nombreuses plages des pays occupés pour tenter d'empêcher un éventuel débarquement. 
Du temps de la RDA, ces barrières, installées à la frontière et sur le mur de Berlin, sont souvent formées de rails de chemin de fer usagés soudés entre eux (voir hérisson tchèque).